# Grålyng
Grålyng (Erica cinerea), også skrevet Grå-Lyng, er en dværgbusk med en opstigende, åben vækst. Den er udbredt langs hele den europæiske atlanterhavskyst.

## Beskrivelse
Skuddene er tynde og kun svagt forgrenede. Barken er først rødbrun og svagt håret, men senere bliver den mørkebrun og opsprækkende. Knopperne sidder samlet i små bundter ved bladhjørnerne, og de er smalle og udspærrede med samme farve som bladene. Bladene sidder kransstillet, og de er ustilkede, linjeformede (nåleagtige), hårløse og mørkegrønne. 
Blomstringen sker i juni-juli, hvor man finder blomsterne siddende i en tæt klase ved skudspidsen. De enkelte blomster er oppustet cylindriske med purpurrøde kronblade, der har 4 små tænder ved randen. Frugterne er kapsler med mange små frø.
Rodnettet er meget fint og filtagtigt. Planten ar afhængig af samliv med én eller flere svampe (mykorrhiza).
Højde x bredde og årlig tilvækst: 0,50 x 0,50 m (10 x 10 cm/år). 

## Hjemsted
Arten er udbredt langs hele den europæiske atlanterhavskyst med et par afstikkere i Algeriet og Syditalien. Overalt foretrækker den et lysåbent og fugtigt voksested med sur, næringsfattig bund. 
I naturreservatet Glen Coe, der ligger 10km sydsydøst for Fort William i den vestlige del af det Skotske Højland er der et bjergrigt terræn og et køligt og fugtigt klima. Her findes arten sammen med bl.a. blåbær, kambregne, alm. kohvede, bølget bunke, dunbirk, hedelyng, klokkelyng, lyngsnerre, skovsyre og et stort antal mosarter
| Portal | Portal:Botanik |

## Note
1. ↑  A survey of the vegetation of Glen Coe, Scotland Arkiveret 5. marts 2016 hos  Wayback Machine (engelsk)